# Liste der Bodendenkmäler in Mark (gemeindefreies Gebiet)
Auf dieser Seite sind die Bodendenkmäler in dem mittelfränkischen gemeindefreien Gebiet Mark (gemeindefreies Gebiet) zusammengestellt. Diese Tabelle ist eine Teilliste der Liste der Bodendenkmäler in Bayern. Grundlage ist die Bayerische Denkmalliste, die auf Basis des Bayerischen Denkmalschutzgesetzes vom 1. Oktober 1973 erstmals erstellt wurde und seither durch das Bayerische Landesamt für Denkmalpflege geführt wird. Die folgenden Angaben ersetzen nicht die rechtsverbindliche Auskunft der Denkmalschutzbehörde.

| Lage            | Objekt | Akten-Nr.     | Bild |
| --------------- | --- | ------------- | ---- |
| Mark (Standort) | Begräbnisplatz vorgeschichtlicher Zeitstellung mit Grabhügel und endneolithischen Steinsetzungen als Grabhügelbegrenzung sowie Bestattungen der Hallstatt- und Latènezeit. | D-5-6331-0014 |      |
| Mark (Standort) | Bestattungsplatz vorgeschichtlicher Zeitstellung mit Grabhügel. | D-5-6331-0016 |      |
| Mark (Standort) | Bestattungsplatz vorgeschichtlicher Zeitstellung mit Grabhügel. | D-5-6331-0019 |      |
| Mark (Standort) | Bestattungsplatz vorgeschichtlicher Zeitstellung mit Grabhügeln. | D-5-6331-0020 |      |
| Mark (Standort) | Bestattungsplatz vorgeschichtlicher Zeitstellung mit Grabhügeln. | D-5-6331-0021 |      |
| Mark (Standort) | Bestattungsplatz vorgeschichtlicher Zeitstellung mit Grabhügel. | D-5-6331-0022 |      |
| Mark (Standort) | Begräbnisplatz vorgeschichtlicher Zeitstellung mit Grabhügel mit Brandbestattung der Hallstattzeit und Nachbestattungen der Latènezeit.                                    | D-5-6331-0023 |      |
| Mark (Standort) | Bestattungsplatz vorgeschichtlicher Zeitstellung mit Grabhügel. | D-5-6331-0024 |      |
| Mark (Standort) | Bestattungsplatz vorgeschichtlicher Zeitstellung mit Grabhügeln. | D-5-6331-0025 |      |
| Mark (Standort) | Bestattungsplatz vorgeschichtlicher Zeitstellung mit Grabhügeln. | D-5-6331-0026 |      |
| Mark (Standort) | Bestattungsplatz vorgeschichtlicher Zeitstellung mit Grabhügel. | D-5-6331-0027 |      |
| Mark (Standort) | Verhüttungsplatz vor- und frühgeschichtlicher Zeitstellung oder des Mittelalters.                                                                                          | D-5-6331-0029 |      |
| Mark (Standort) | Siedlung der Bronzezeit. | D-5-6331-0030 |      |
| Mark (Standort) | Bestattungsplatz vorgeschichtlicher Zeitstellung mit Grabhügeln. | D-5-6331-0073 |      |